# David Bradley
David John Bradley (nascido em 17 de abril de 1942) é um ator inglês. Ele é mais conhecido por interpretar o papel de Argus Filch na série de filmes Harry Potter, o personagem Walder Frey na série da HBO intitulada Game of Thrones e Abraham Setrakian na série de terror do FX The Strain. Ele também se estabeleceu como um proeminente ator de teatro, com uma carreira que lhe rendeu o prêmio Laurence Olivier Award por seu papel na produção Rei Lear. Outros papeis creditados a ele incluem sua participação na série da BBC Two chamada Our Friends in the North, Broadchurch da ITV (pelo qual ganhou o prêmio de Melhor Ator Coadjuvante no British Academy Television Awards de 2014), a minissérie da BBC One Les Misérables, a série de comédia After Life e nos filmes Hot Fuzz, The World's End e Capitão América: O Primeiro Vingador. Ele também teve participações recorrentes na série Doctor Who.